# دادية
الدَّاديّة (بالإنجليزية: Dada)‏، هي حركة ثقافية انطلقت من زيوريخ (سويسرا) نوعًا من معاداة الحرب، أثناء الحرب العالمية الأولى، بعيداً عن المجال السياسي، وإنما من خلال محاربة الفن السائد. وقد برزت في الفترة ما بين عامي 1916 و 1921. أثرت الحركة على كل ما له علاقة بالفنون البصرية، الأدب، الشعر، الفن الفوتوغرافي، نظريات الفن، المسرح، والتصميم.

## نظرة عامة
تضمنت نشاطات الحركة التجمعات العامة، المظاهرات، والمجلات الأدبية. إذ سمحت الدَّاديّة عبر تأثيرها على الفن بتمرير الرسائل السياسية التي تسعى لها من خلال المنشورات، والتأكيد على بربرية الحرب، التي ساندها البرجوازيين، وسعوا إلى إشاعتها تلبية لمصالحهم، ومن ثم تأثرت بـفن البوب، والفلوكسس. تحولت الدَّاديّة إلى حركة عالمية، لا يمكن حصرها ببلد وانشقت عنها فيما بعد الحركة السريالية، فلقد نشأت الحركة السريالية في حجر الدَّاديّة وتفرّعتْ عنها، ففي أثناء الحرب العالمية الأولى وأعقابها، وُلدت الحركة الدَّاديّة، إلا أنها كانت حركة هدمٍ فقط، ولذلك انفصل عنها أدباء شعروا بفراغها وعبثيتها ويأسها وعدم جدواها.

## ما هي الدَّاديّة
بحسب المؤيدين للحركة، فإن الدَّاديّة، تبنت شعار: «لا للفن». وكانت سياستها: محاربة الفن بالفن. كل ما كان يعتبر فنا، كانت داد تصنع عكسه. أرادت الدَّاديّة تجاهل علم الجمال، إذ أنها رأت أن الفن هو ما يوصل رسالة، أو يحمل رمزا. لم ترد الحركة أن تفسر الفن، بل اعتقدت أن على المتلقي أن يفهمه كيفما أراد، إذ أن الفن يجب أن يخاطب الأحاسيس. رغم أن الحركة كانت تسعى لتحطيم علم الجمال، وتخريب كل أشكال الفن التقليدي، إلا أنها كان لها أثر كبير على نشأة الفن الحديث.
إن نظرة الحركة الأشياء يترجمها ما قاله تريستان تزارا: «إن الله وفرشاة أسناني هما الدَّاديّة، والنيوركي يمكنه أن يكون الدَّاديّة، إذا لم يكونوا موجودين أصلا». إن فلسفة الحركة تكمن في أكثر ما يمكن أن يتفتق عن عقل الشخص مرضا. لقد اعتبر فنانو الحركة الدَّاديّة من قبل مؤرخي الفن، «أنهم ظاهرة انفجرت في وجه الأزمات السياسية، والاقتصادية، والأخلاقية، وأعتبروها المنقذ الذي سيبدد كل هذه المشاكل». لقد كان العقل والمنطق هو الذي جر الناس إلى أهوال الحرب، وكان الشكل الوحيد للخلاص هو رفض كل ما هو تقليدي وتبني منطق الفوضى والرفض. وذلك ما اعتبرته الحركة أي منطق الرفض، هو المنطق الصحيح. إذ أن في ذاك العصر لا يمكن تقبل القيم الموجودة التي تسببت بهذا الدمار.

## نبذة تاريخية

غلاف الطبعة الأولى لمجلة الدَّاديّة من تحرير ترزتن تزارا. زيورخ 1917

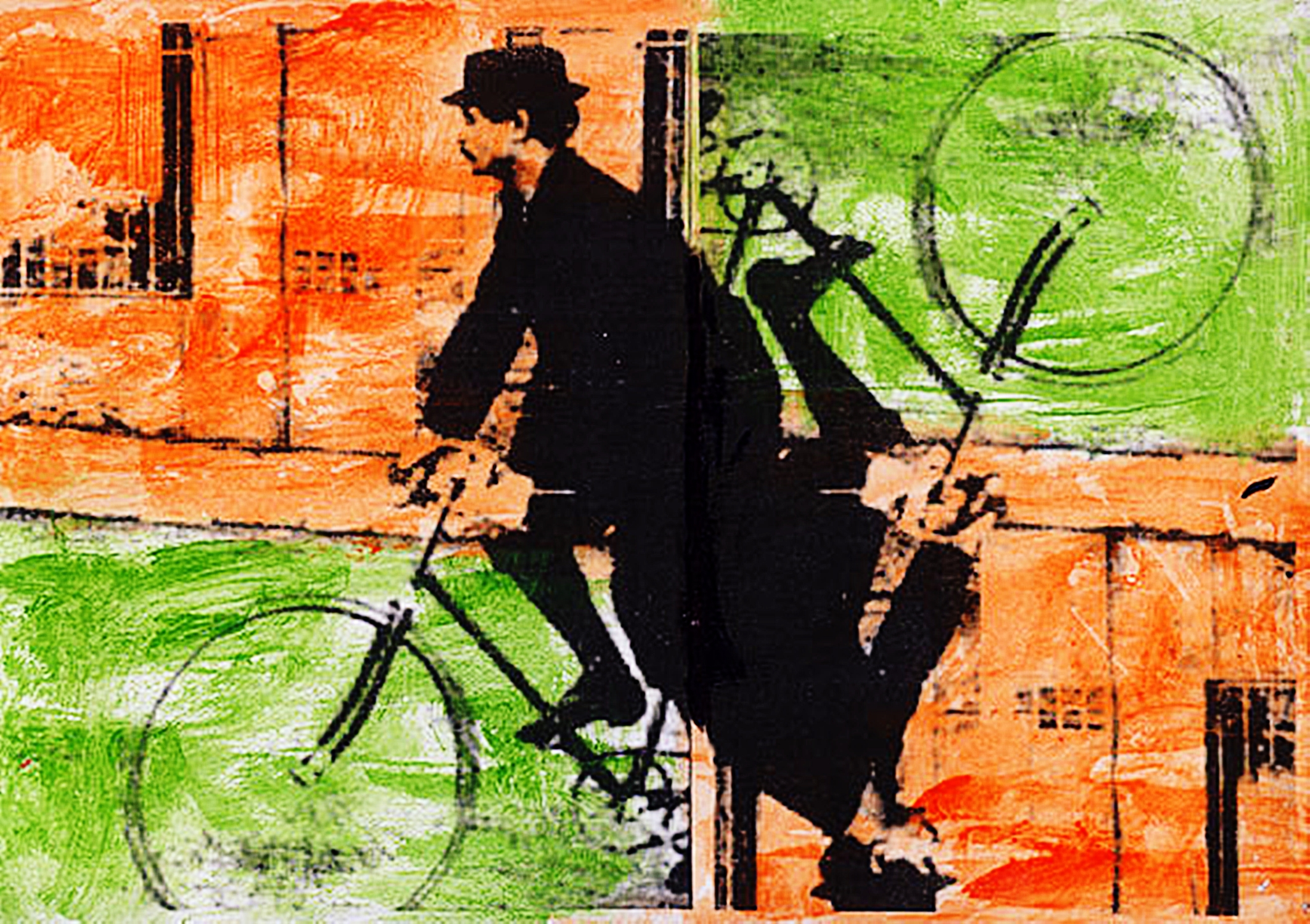
بيدرو ماير ألفريد جاري ، Ur-Dadaist ، "King Ubu" على عجلة. 1916

### البداية (زيورخ)
في عام 1916، قام كل من هوغو بول، إيمي هينينيز، ترزتن تزارا، هانز آرب، ريتشارد هوسينسلبيك، صوفي تابوير، وقائمة من الفنانين الذين أعلنوا رفضهم للحرب في كبريه فولتير.
في أول أمسية عامة، في الملهى بتاريخ 14 يوليو 1916، تلى تزارا البيان الأول للحركة.
و أعاد تلاوته مارسيل جانكو،
«لقد فقدنا الثقة في ثقافتنا، كل شيء يجب أن يهدم، سنبدأ من جديد بعد أن نمحي كل شيء، في كبريه فولتير سيبدأ صدام المنطق، الرأي العام، التعليم، المؤسسات، المتاحف، الذوق الجيد، باختصار كل شيء قائم».
القضية الأولى (محاربة الحرب)، كانت الأساس لما عرف بالحركة الدَّاديّة.
بعد إغلاق الملهى انتقلت الحركة لمكان آخر. وترك بول أوروبا، بينما بدأ تزارا حملة لنشر أفكار الدَّاديّة. فراسل فنانين فرنسيين، وإيطاليين، وسرعان ما أصبح قائدا للحركة الدَّاديّة. ثم أعيد فتح ملهى فولتير، إلا أن الحركة بقيت في مكانها سبيغلغاسي 1 في نيدردروف.
أصبح لالدَّاديّة مطبوعات أطلقها تزارا من زيورخ، كانت خمسة، ثم أطلقت اثنتان أخرى ان من باريس.

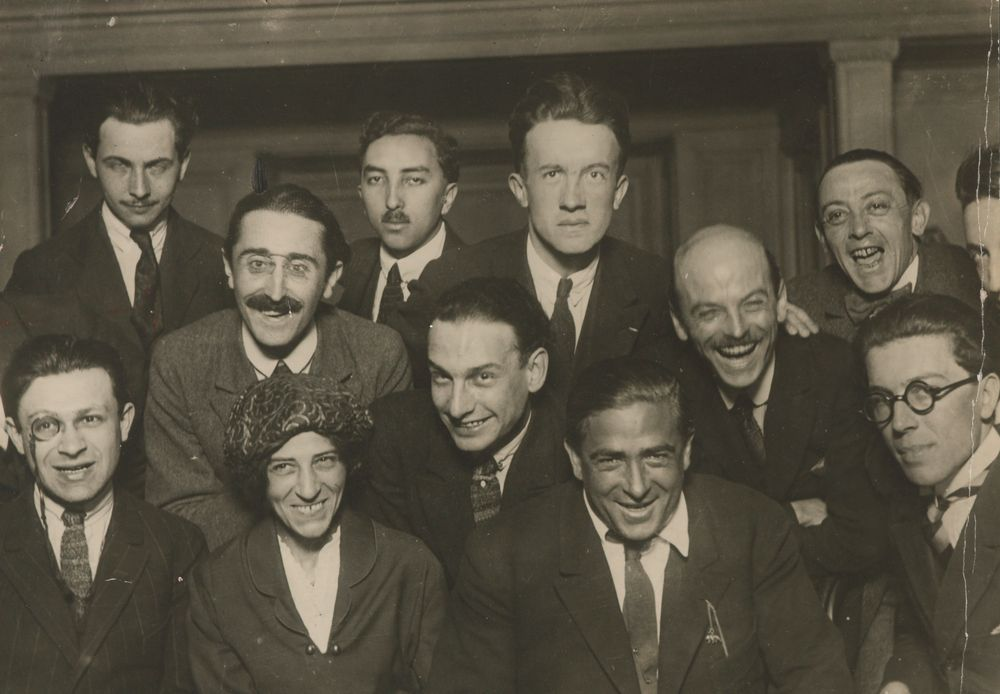
فريق الدَّاديّة للتصوير بباريس عام 1920

بعد انتهاء الحرب العالمية الأولى 1918، عاد الكثير من الدَّاديين لزيورخ، أما البعض الآخر ذهب لينشر أفكار الدَّاديّة في مدن أخرى.

### أصل كلمةالدَّاديّة
أصل كلمة الدَّاديّة غير معروف، البعض يعتقد أنها كلمة غير مفهومة، والبعض الآخر يعتقد أنها أتت من الفنانان الرومانيان ترستان تزارا ومارسيل جانكو من دا دا والتي تعني بالرومانية نعم نعم. هناك رواية أخرى تقول أن الحركة عندما اجتمعت في زيورخ أرادت أن تختار اسما فأحضرت قاموس فرنسي ألماني، وبشكل عشوائي، وقعت على كلمة الدَّاديّة، والتي تستخدم عند الأطفال في فرنسا للشيء المفضل. أيضا هناك قول بأنها أتت من العبارة الألمانية "Die Welt ist da، da!" والتي تعني «العالم هنا هنا»
وهناك رواية تقول أن كلمة الدَّاديّة معناها الحصان الخشبي المتأرجح الذي يستخدمه الأطفال للتسلية

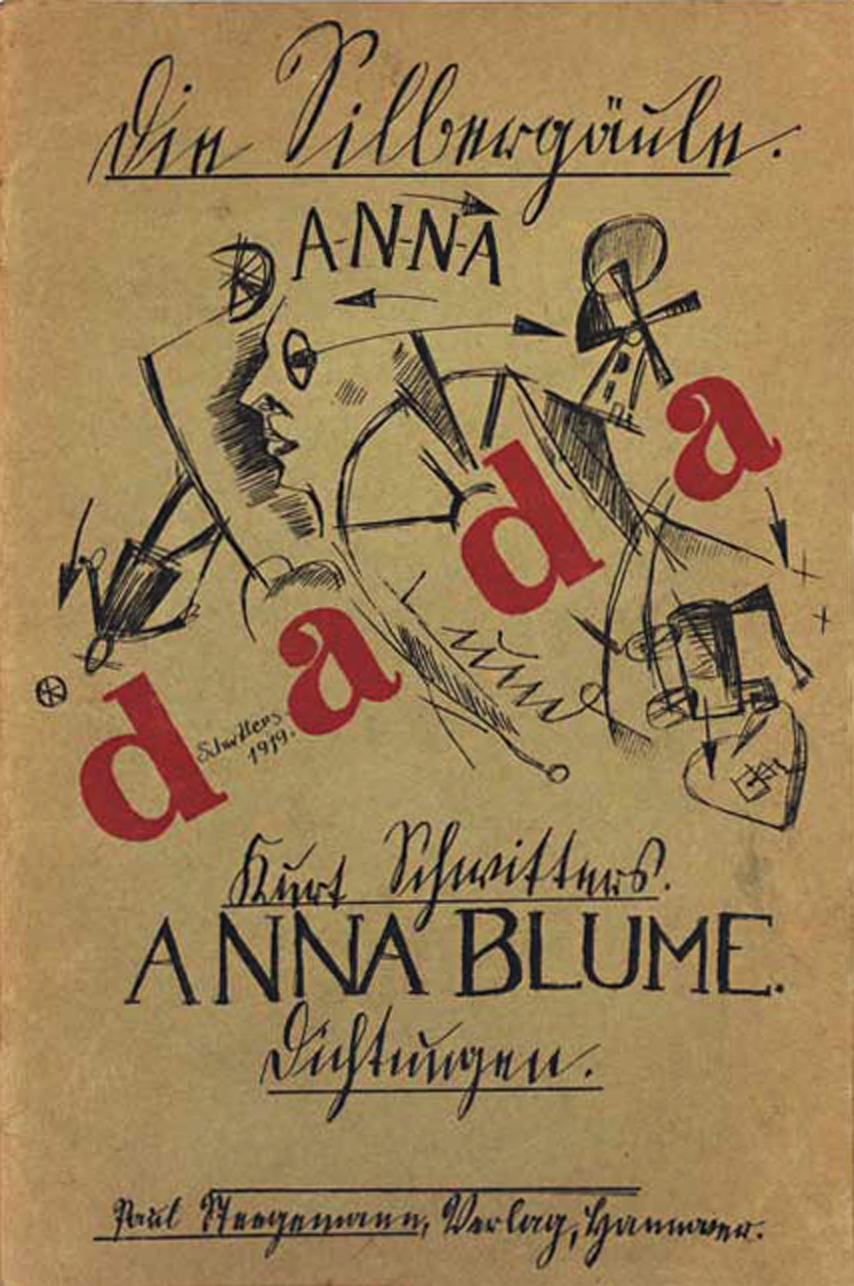
واجهة كتاب آنا بلوم

### (برلين)
لم تكن الحركة في برلين معادية للفن بقوة، كباقي الجماعات الدَّاديّة في العالم. وقد طغى على نشاطاتها وفنونها التوجهات السياسية، والاجتماعية، فكثفت الدعاية، والهجاء، وحتى سيرت المظاهرات.
في فبراير 1981 قرأ ريتشارد هوسينسلبيك، أول خطاب لالدَّاديّة في برلين، ثم أنشأ تجمع لداد في وقت آخر من نفس السنة. وقد اتخذها هناه هوخ وجورج كروزس، أداة لتمرير أفكار شيوعية.
كان من أكثر الأعضاء الذين ساهموا في انتشار الدَّاديّة في ألمانيا، هو كورت سويترز، والذي انتقل إلى هنوفر، لتتوسع معه الحركة.
في برلين تكونت العديد من الجمعيات التي دعمت الدَّاديّة كنادي الدَّاديّة

### (كولن)
في كولن ظهرت العديد من الأسماء مثل ماكس يرنست، جونس ثيودور براجيلد وآرب، وبدأت الحركة في الانتشار عام 1920، عندما أعلنت عداءها للبرجوازية.

### عبر الأطلسي

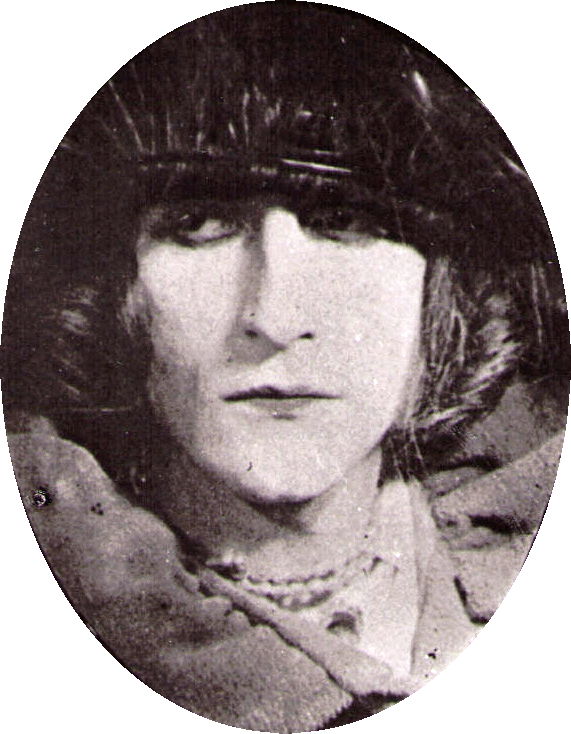
صورة لمارسيل دوشامب في دور روز سيلفي

كما كانت زيورخ فإن نيو يورك، صارت ملجأ للفنانين في الحرب العالمية، بعد أن انتقل من فرنسا مارسيل ديشامب، وفرانسيس بيكابا، والتقيا بعد أيام من وصولهما الفنان الأمريكي مان ري، فأصبح الثلاثة من أكثر المؤيدين رديكالية لحركة معارضة الفن، في الولايات المتحدة. لم تمر فترة حتى انضم لهم الفنان الأمريكي الآخر باتريك وود، والذي كان قد درس في فرنسا. كانت أكثر نشاطات الدَّاديون تقام في معرض ألفرد ستايقلز، ومحترف والتر ولويس أرنزبرج.
لم يستخدم المعادون للفن في نيويورك، اسم الدَّاديّة، ولم تقم أي نشاطات ذات طابع عنيف، أو أي مظاهرات شغب. رغم ذلك أصدروا العديد من الإصدارات التي تعنى بالفن، والثقافة مثل الرجل الأعمى، رونغورونغ، ونيو يورك الدَّاديّة، والتي كانت تنتقد الفن التقليدي، وانتقدت بشكل خاص متحف نيويورك للفنون، لكن ما تميزت به الحركة الدَّاديّة في نيويورك، هو ميلها للسخرية، بعكس الأوربية التي كانت تتسم بالخيبة، والإحباط.
في فترة لاحقة قام بيكابا برحلة استغرقت سبع سنوات، افتتاح فيها العديد من الأنشطة الدَّاديّة، في كل من زيورخ، نيويورك، باريس، وبرشلونة.
في عام 1921، انتقل أكثر الدَّاديين، لباريس، حيث باتت معقلا لهم.

### العودة لباريس
في فرنسا كانت اتصالات آفانت قارديه، بزيورخ عن طريق تريستان تزارا، (و هو اسم مستعار يعني «حزين في البلد»، وقد اختاره احتجاجا على معاملة اليهود السيئة في رومانيا)، وكان يتبادل المجلات، والرسائل، والقصائد، مع كل من جلم أبونيه، أندريه بريتون، وماكس جاكوب، وعدد من الفنانين، والكتاب والنقاد الفرنسيين.
في عام 1920، تعاظمت الدَّاديّة في باريس، بعد أن انتقل إليها العديد من مؤيديها، وزيارة تزارا لها، حيث أنشأت العديد من المنظمات، وقامت المظاهرات، والمسرحيات، وتم أيضا إنشاء العديد من المجلات مثل (الدَّاديّة لو كانبيلي وليتريتو).
و أقيم في باريس أيضا أول معرض للالدَّاديّةئية أقامه الباريسيون في صالون دي أنديبندت، في 1921، للفنان جان كروتي، والذي أطلق عليه اسم تابو (محرم).

### (هولندا)
في هولندا، كانت معظم الحركة الدَّاديّة، تتمحور حول ثيو فان دويسبرج، الذي أسس حركة دي ستايل وصاحب مجلة بنفس الاسم، وكان يستكتب فيها العديد من الشعراء الدَّاديين مثل هوغو بول، هنتز آرب، وكورت سويشيرز الذي أسس معه الدَّاديّة الهولندية.

### الشعر، الموسيقى والصوت
لم تكن حركة الدَّاديّة، مقتصرة على الفنون البصرية، والأدب، بل سعوا أيضا لخلق موسيقى، وشعر خاص، بهم وأطلقوا عليه اسم موسيقى الدَّاديّة، وقد قال هوغو بول: «أن موسيقى الجاز والموسيقى الأفريقية، يمكن أن تتحد مع الدَّاديّة». في إشارة منه لبدائيتها، وطبيعتها.

## ما بعد الدَّاديّة
في عام 1924، بدأت معالم الدَّاديّة تتجه للسريالية، وتحول العديد من اتباعها، لأفكار أخرى كالسريالية، والواقعية الاشتراكية، والحداثية.
بعد انتهاء الحرب العالمية الثانية، هاجر العديد من الفنانين لأمريكا، ومات بعضهم في معسكرات النازيين، على يد هتلر، لم تعد الدَّاديّة بنفس النشاط التي كانت عليه أثناء الحرب العالمية الأولى، وانصرف العديد من الفنانين للمدارس الفنية الجديدة.
لقد أطلقت الدَّاديّة على معادين للفن، وتوجهات سياسية، وحركة ثقافية.
في نفس الوقت الذي انطفأت فيه الدَّاديّة في زيورخ، عادت الأضواء لمقهى فولتير، حيث قام فلادمير لينين، بكتابة مستقبل روسيا الجديد. تلك المصادفة جعلت توم ستوبارد يألف مسرحيته «تحريفات» (1974) والتي ضمت تزارا، لينين، وجيمس جويس
تحول ملهى فولتير في عام 2002 لمتحف يعنى بالتاريخ الأدب.

## اقرأ أيضا
- كتابة استبهامية
- مهرجان الرجل المحترق
- تاريخ الثقافات الفرعية الغربية في القرن العشرين